# Caeciliusetae
Infra-ordre
Super-familles de rang inférieur
- Asiopsocoidea
- Caeciliusoidea

Synonymes
- Caecilietae

Les Caeciliusetae sont un infra-ordre d'insectes de l'ordre des Psocoptera et du sous-ordre des Psocomorpha.
Selon BioLib, les espèces se répartissent en deux super-familles et il existe aussi une famille non classée: les Paracaeciliidae Mockford, 1989.